# Ivan Desny
Ivan Desny (eigentlich Ivan Desnitsky; russisch Иван Николаевич Десницкий, Iwan Nikolajewitsch Desnizki; * 28. Dezember 1922 in Peking, damals Republik China; † 13. April 2002 in Ascona, Schweiz) war ein französischer Schauspieler russisch-schwedischer Abstammung. Er spielte über 100 Rollen, vor allem in Kinofilmen und Fernsehproduktionen.

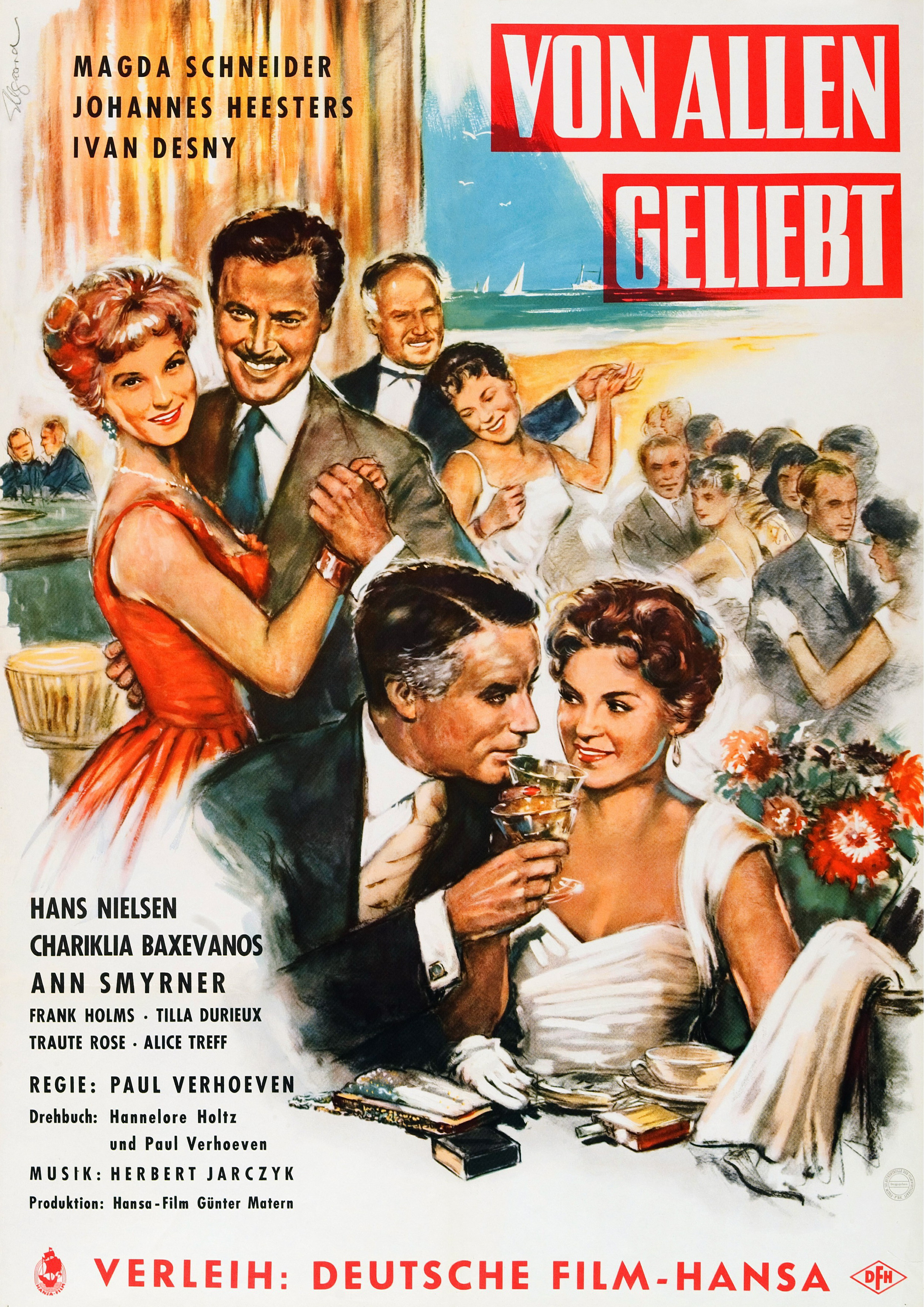
Desny, oben links, auf einem Filmplakat, 1957

## Leben
Als Kind des Russen Jean Desnitsky, der als Botschaftssekretär an der französischen Botschaft arbeitete, und der Schwedin Olga Desnitsky, geborene Lopatkine, wurde Ivan Desnitsky 1922 in Peking, der Hauptstadt Chinas, geboren. Er besuchte Schulen in Teheran, Washington, D. C., Paris und Brisbane. Später studierte er Jura an der Ecole des Sciences Politiques Paris. Während des Zweiten Weltkrieges kam er in ein deutsches Arbeitslager. Nach dem Krieg besuchte er eine Diplomatenschule. Er trat auf einer Studentenbühne auf, wurde von Pierre Fresnay entdeckt und an das Theater verpflichtet.

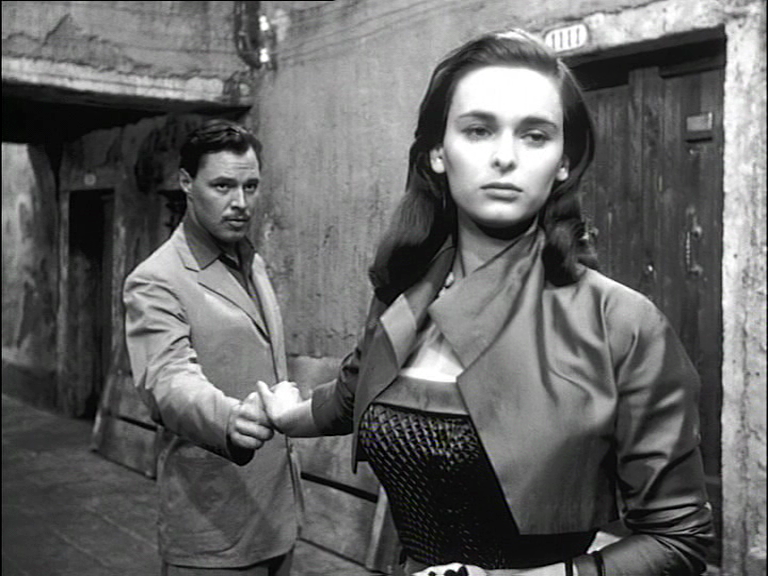
Ivan Desny spielt im Film Signora senza camelie von Michelangelo Antonioni, 1953

Ab Ende der 1940er Jahre war Ivan Desnitsky alias Ivan Desny hauptsächlich im Film tätig. Typischerweise verkörperte der Darsteller mit dem gepflegten Schnauzbart den eleganten Verführer und Mann von Welt. Ab den 1970er Jahren wurde Ivan Desny als gereifter Charakterdarsteller von führenden Repräsentanten des neuen deutschen Films wie Wim Wenders oder Rainer W. Fassbinder verpflichtet. Er spielte herausragende Rollen in Bernhard Wickis Die Eroberung der Zitadelle (1977) oder in Rainer W. Fassbinders Die Ehe der Maria Braun (1979).
1956 und 1957 spielte er in den Filmen von Falk Harnack, Anastasia, die letzte Zarentochter und Wie ein Sturmwind, die männliche Hauptrolle. Seine Partnerin in beiden Filmen war Lilli Palmer. Später drehte er u. a. 1974 Das Gewissen (Touch Me Not) mit Lee Remick, Michael Hinz, Ingrid Garbo und 1993 Tatort – Gefährliche Freundschaft. In den frühen Tatort-Krimis mit Sieghardt Rupp als Kölner Zollfahnder Kressin verkörperte er den geheimnisvollen Herrn Sievers, der fast hinter allen Verbrechen der Kressin-Folgen steckte, aber nie gefasst werden konnte. 1980 erhielt er das Filmband in Gold für langjähriges und hervorragendes Wirken im deutschen Film.
Ab den 1980er Jahren wirkte Desny vor allem in deutschen Unterhaltungsserien wie Das Traumschiff mit, die, anders als die Filme von Wenders, Fassbinder, Wicki, keinen künstlerischen Anspruch hatten. Er bediente in diesen Rollen meist sein Image als kultivierter Gentleman und war von der Aura des Mannes von Welt umgeben. Ivan Desny war bis zu seinem Lebensende ein gefragter Darsteller im deutschen Fernsehen.
Im Jahr 2002 geriet Desny in die Kritik, weil er, obwohl gesund, für einen Zeitungsartikel als angeblich geheilter Krebspatient auftrat. Dabei wurde das in Deutschland nicht zugelassene und in der Wirkung als Anti-Krebspräparat stark umstrittene Medikament Galavit von Desny als Wundermittel gegen Krebs angepriesen.

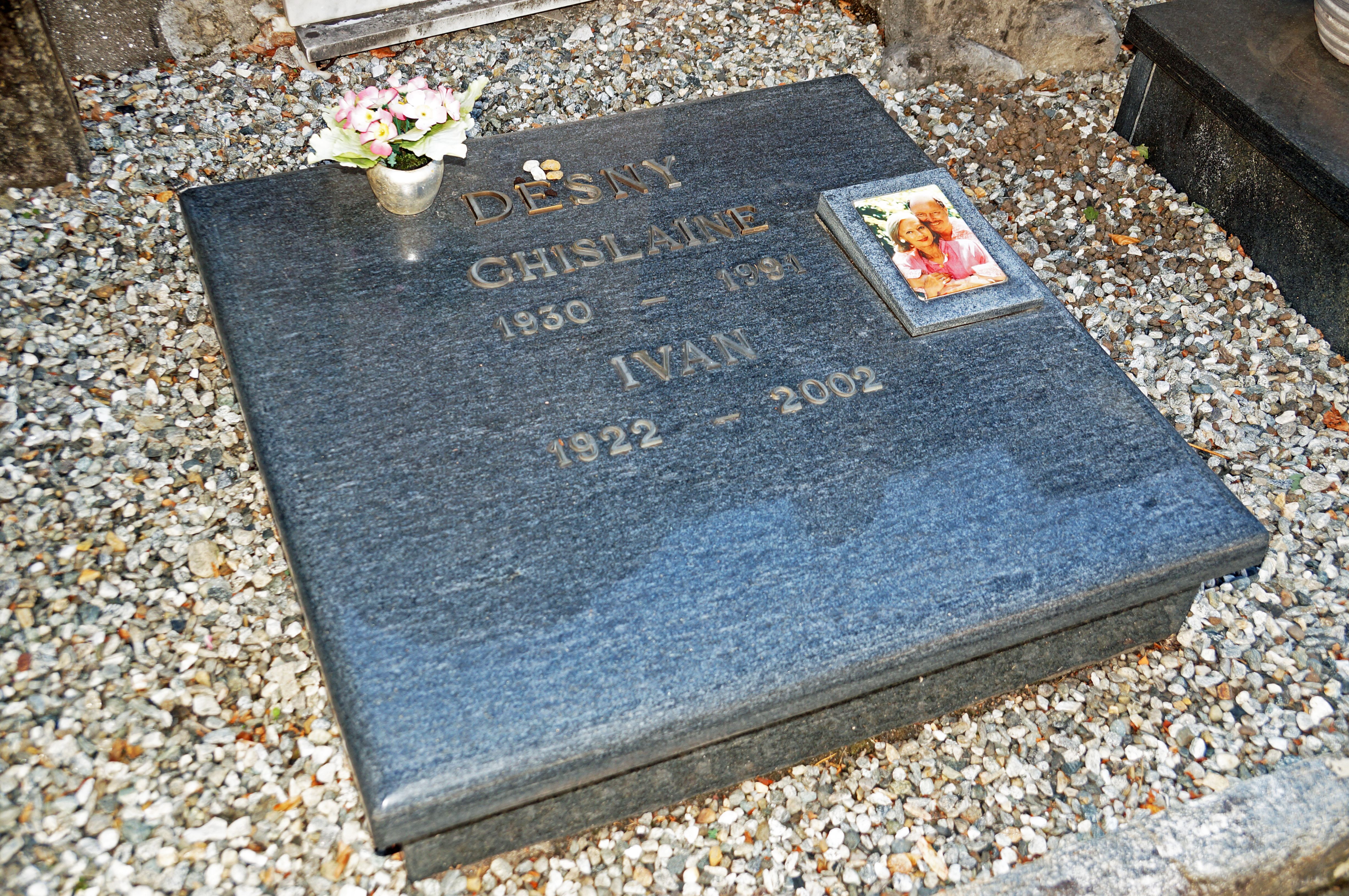
Grab Ivan Desnys und seiner Frau auf dem Friedhof von Ascona

Desny starb am 13. April 2002 im Alter von 79 Jahren in seinem Wohnort Ascona an einer Lungenentzündung. Seine Urne wurde auf dem städtischen Friedhof von Ascona, Kanton Tessin beigesetzt.

## Filmografie (Auswahl)
- 1947: La fleur de l'âge
- 1950: Madeleine
- 1952: Die ehrbare Dirne (La P… respectueuse)
- 1953: Die große Rolle (La signora senza camelie)
- 1953: Ein Akt der Liebe (Un acte d'amour)
- 1953: Weg ohne Umkehr
- 1954: Geständnis unter vier Augen
- 1954: Die goldene Pest
- 1955: Herr über Leben und Tod
- 1955: André und Ursula
- 1955: Frou-Frou, die Pariserin (Frou-Frou)
- 1955: Lola Montez (Lola Montès)
- 1955: Dunja
- 1956: Rosen für Bettina
- 1956: Anastasia
- 1956: Für Männer verboten (Club de femmes)
- 1956: Anastasia, die letzte Zarentochter
- 1957: Mädchenfalle (Donnez-moi ma chance)
- 1957: Von allen geliebt
- 1957: Wie ein Sturmwind
- 1957: Skandal in Ischl
- 1958: Alle Sünden dieser Erde
- 1958: Das Leben zu Zweit (La vie à deux)
- 1958: Ein Frauenleben (Une vie)
- 1958: Petersburger Nächte
- 1958: Der zweigesichtige Spiegel (Le miroir à deux faces)
- 1958: Polikuschka
- 1959: Heiße Ware
- 1959: Was eine Frau im Frühling träumt
- 1960: Der Satan lockt mit Liebe
- 1960: Luxusweibchen (Femmine di lusso)
- 1960: Nur wenige sind auserwählt (Song Without End)
- 1960: Schicksals-Sinfonie (The Magnificent Rebel)
- 1960: Geständnis einer Sechzehnjährigen
- 1961: Zarte Haut in schwarzer Seide (De quoi tu te mêles Daniela!)
- 1961: Meuterei (L'ammutinamento)
- 1962: Champagner in Paris (Bon Voyage!)
- 1962: Sherlock Holmes und das Halsband des Todes
- 1963: Der Unsichtbare
- 1963: Ist Geraldine ein Engel?
- 1963: Jack und Jenny
- 1964: Frühstück mit dem Tod
- 1964: DM-Killer
- 1964: Das Geheimnis der Lederschlinge (I misteri della giungla nera)
- 1964: Heiße Spur Kairo-London (La Sfinge sorride prima di morire - Stop Londra)
- 1964: Die letzte Folge
- 1965: Der Mann von Toledo (L'uomo di Toledo)
- 1965: Das Liebeskarussell
- 1966: The Beckett Affair (L'affare Beckett)
- 1966: Intercontinental Express (TV-Reihe): Des Rätsels Lösung
- 1966: Geliebter Schuft (Tendre voyou)
- 1966: Heißes Pflaster für Spione (Da Berlino l’apocalisse)
- 1967: Der Tod eines Doppelgängers
- 1967: Ich tötete Rasputin (J'ai tué Raspoutine)
- 1967: Liebesnächte in der Taiga
- 1967: Das Kriminalmuseum (Fernsehserie, Folge: Die Briefmarke)
- 1968: San Sebastian (La bataille de San Sebastian)
- 1968: Heißes Pflaster für Spione (Da Berlino l'apocalisse)
- 1968: Mayerling
- 1969: Heißes Spiel für harte Männer (Rebus)
- 1970: Die Kriminalerzählung (TV-Reihe)
- 1970: Die Gräfin und ihr Oberst (The Adventures of Gerard)
- 1970: Die Feuerzangenbowle
- 1970: Tanker
- 1970: Sie schreiben mit: Der Job (Fernsehserie)
- 1971: Die Tote aus der Themse
- 1971: Tatort: Kressin und der tote Mann im Fleet (TV-Reihe)
- 1971: Tatort: Kressin und der Laster nach Lüttich (TV-Reihe)
- 1971: Tatort: Kressin stoppt den Nordexpress (TV-Reihe)
- 1972: Tatort: Kressin und die Frau des Malers (TV-Reihe)
- 1972: Tatort: Kressin und der Mann mit dem gelben Koffer (TV-Reihe)
- 1972: Trauma
- 1972: Dem Täter auf der Spur: Kein Hafer für Nicolo (Fernsehserie)
- 1973: Sie nannten sie kleine Mutter (Little Mother)
- 1973: Tatort:  Kressin und die zwei Damen aus Jade (TV-Reihe)
- 1973: Welt am Draht (Fernsehen)
- 1973: Sylvie (Fernsehen)
- 1973: Der Mann aus Metall (Who?)
- 1973: Der Vorgang (Fernsehen)
- 1974: Graf Yoster gibt sich die Ehre – Mit fremden Pfunden (TV-Reihe)
- 1974: Tatort: Mord im Ministerium (TV-Reihe)
- 1974: Okay S.I.R. – Sand im Getriebe (TV-Reihe)
- 1975: Falsche Bewegung
- 1976: Lobster: Das Kind (Fernsehserie)
- 1977: Die Eroberung der Zitadelle
- 1977: Halbe-Halbe
- 1978: Heinrich Heine (Fernseh-Zweiteiler)
- 1978: Orgie des Todes (Enigma rosso)
- 1978: Anton Keil, der Specialkommissär (Fernsehserie)
- 1978: Die Ehe der Maria Braun
- 1979: Blutspur (Bloodline)
- 1979: Mathias Sandorf (Fernsehserie)
- 1979: Fabian
- 1979: Sonne, Wein und harte Nüsse – Die Sache mit der Madonna (Fernsehserie)
- 1979: Die Protokolle des Herrn M. – Mit gezinkten Karten (Fernsehserie)
- 1980: Ringstraßenpalais (Fernsehserie)
- 1980: Kein Geld für einen Toten (Fernsehen)
- 1980: Car-napping – bestellt – geklaut – geliefert
- 1980: Berlin Alexanderplatz (Fernsehserie)
- 1981: Malou
- 1981: Das Traumschiff (Fernsehreihe)
- 1981: Die Knapp-Familie (Fernsehserie)
- 1981: Lola
- 1982: Ein Fall für zwei (Fernsehserie, Episode: „Partner“)
- 1983: Die wilden Fünfziger
- 1984  Das Traumschiff: Rio (Fernsehreihe)
- 1984: Flügel und Fesseln
- 1985: Schöne Ferien – Urlaubsgeschichten aus Portugal (Fernsehreihe)
- 1986: Das Traumschiff: Bali (Fernsehreihe)
- 1986: Wie das Leben so spielt
- 1986, 1996: SOKO 5113 (Fernsehserie, zwei Folgen)
- 1986: Die Krimistunde (Fernsehserie, Folge 21, Episode: „Der Stern“)
- 1986: Detektivbüro Roth (Fernsehserie, eine Folge)
- 1987: Ein Fall für TKKG (Fernsehserie, eine Folge)
- 1987: Mrs. Harris fährt nach Moskau, TV-Film
- 1988: Rally
- 1988: Der Himmel ist fern (Un amore di donna)
- 1988: Schwarz Rot Gold (Fernsehserie, Folge: Zucker-Zucker)
- 1989: Schneller als das Auge
- 1990: Hotel Paradies (Fernsehserie)
- 1990: Ein Heim für Tiere (Fernsehserie, eine Folge)
- 1990: Guten Abend, Herr Wallenberg (God afton, Herr Wallenberg – En Passionshistoria från verkligheten)
- 1991: Mrs. Harris und der Heiratsschwindler, TV-Film
- 1991: Ich küsse nicht (J'embrasse pas)
- 1991: Die Entzauberte (La désenchantée)
- 1991: Zockerexpreß
- 1991: Eine Dame mit Herz – teils bitter, teils süß (Fernsehfilm)
- 1992: Kommissar Navarro (Navarro) (Fernsehserie, 1 Folge)
- 1992:  Freunde fürs Leben
- 1992: Glückliche Reise – Australien (TV-Reihe)
- 1993: Tatort: Gefährliche Freundschaft (TV-Reihe)
- 1994: Weihnachtsfest mit Hindernissen (Natale con papà) (Fernsehfilm)
- 1994: Tatort: Laura mein Engel (TV-Reihe)
- 1995: Molly (TV-Reihe)
- 1996: Das Mädchen Rosemarie (Fernsehen)
- 1996: Zwei vom gleichen Schlag (Fernsehen)
- 1996: Sünde einer Nacht (Fernsehen)
- 1996: Diebe der Nacht (Les voleurs)
- 1996: Tatort: Tod im Jaguar (TV-Reihe)
- 1996: OP ruft Dr. Bruckner (Fernsehserie, eine Folge)
- 1997: Tatort: Eulenburg (TV-Reihe)
- 1997: Ein Schutzengel auf Reisen (Fernsehen)
- 1998: Rot wie das Blut (Fernsehen)
- 1998: Der kleine Dachschaden (Fernsehen)
- 1999: E-M@il an Gott (Fernsehen)
- 1999: Beresina oder Die letzten Tage der Schweiz
- 2000: Anwalt Abel (Fernsehserie, eine Folge)
- 2000: Die Rettungsflieger (Fernsehserie, eine Folge)
- 2001: Tatort: Tod vor Scharhörn (TV-Reihe)
- 2001: Scheidung mit Hindernissen (Fernsehen)
- 2002: Edel & Starck (Fernsehserie, eine Folge)
- 2002: St. Angela (Fernsehserie, eine Folge)

## Belege
1. ↑  http://www.deutsches-filmhaus.de/bio_er/d-g_spieler/desny_ivan_bio.htm
2. ↑  Artikel im Stern über Galavit
3. ↑  knerger.de: Das Grab von Ivan Desny

| Personendaten    | Personendaten |
| ---------------- | --- |
| NAME             | Desny, Ivan |
| ALTERNATIVNAMEN  | Desnitzky, Ivan Nikolai; Десницкий, Иван Николаевич (russisch, Geburtsname); Desnizki, Iwan Nikolajewitsch (russisch) |
| KURZBESCHREIBUNG | französisch-deutscher Schauspieler                                                                                    |
| GEBURTSDATUM     | 28. Dezember 1922 |
| GEBURTSORT       | Peking, Republik China                                                                                                |
| STERBEDATUM      | 13. April 2002 |
| STERBEORT        | Ascona, Schweiz |